# 牧園町
牧園町（まきぞのちょう）は、鹿児島県にあった町である。
2005年11月7日、国分市および姶良郡内5町と合併して霧島市となった。

## 地理
- 山：韓国岳（からくにだけ）をはじめとする霧島連山
- 国立公園：霧島錦江湾国立公園

## 歴史
- 1889年4月1日 - 桑原郡の6村（宿窪田村・三体堂村・万膳村・上中津川村・下中津川村・持松村）が合併し、牧園村が成立する。
- 1897年4月1日 - 郡の統合により姶良郡に所属[1]。
- 1940年4月1日 - 牧園村が町制施行。牧園町となる。

## 姉妹都市
- 和気町（岡山県）
  - 姉妹都市提携

## 地域

### 教育

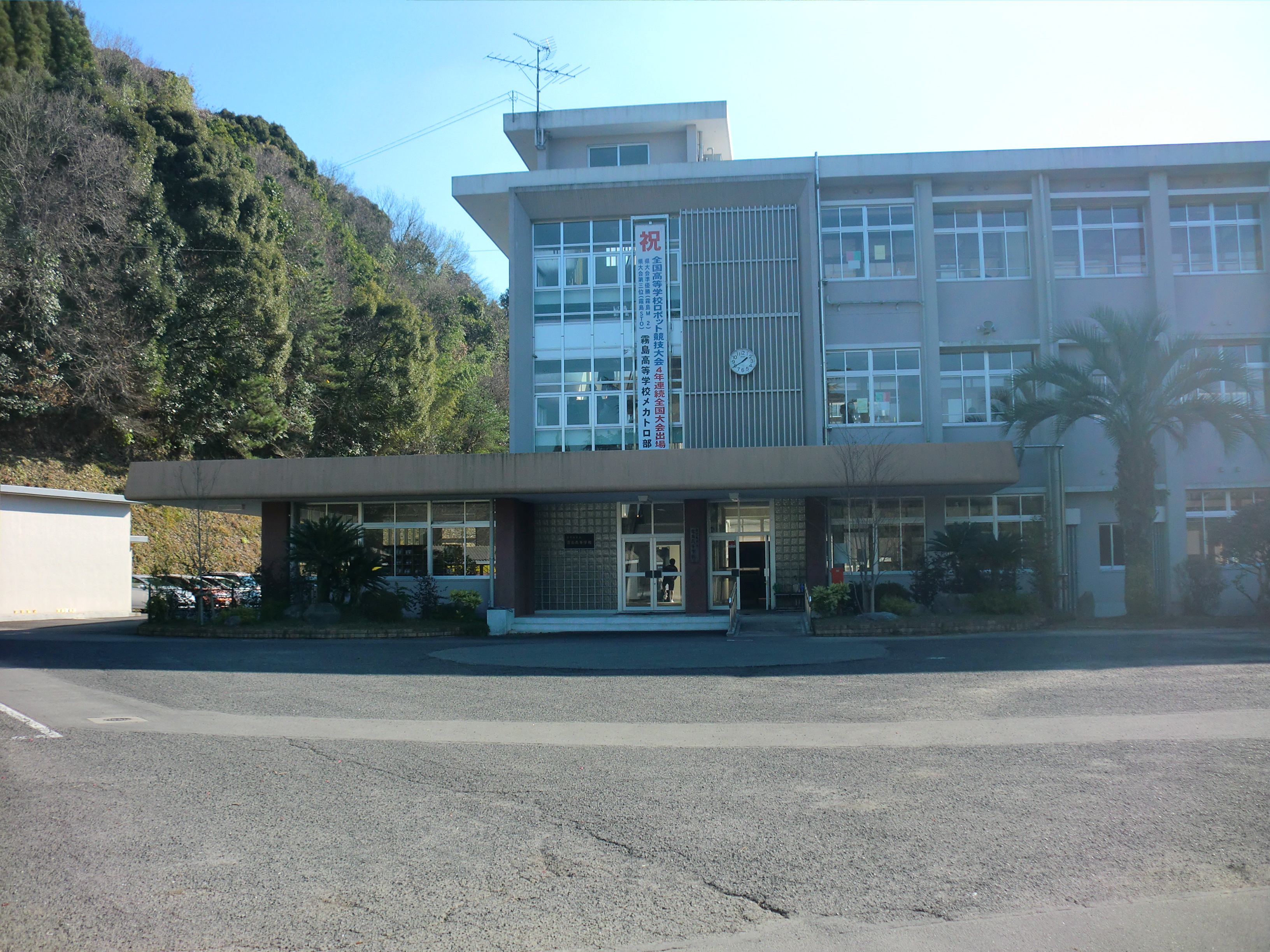
鹿児島県立牧園高等学校（現・鹿児島県立霧島高等学校）

#### 高等学校
- 鹿児島県立牧園高等学校

#### 中学校

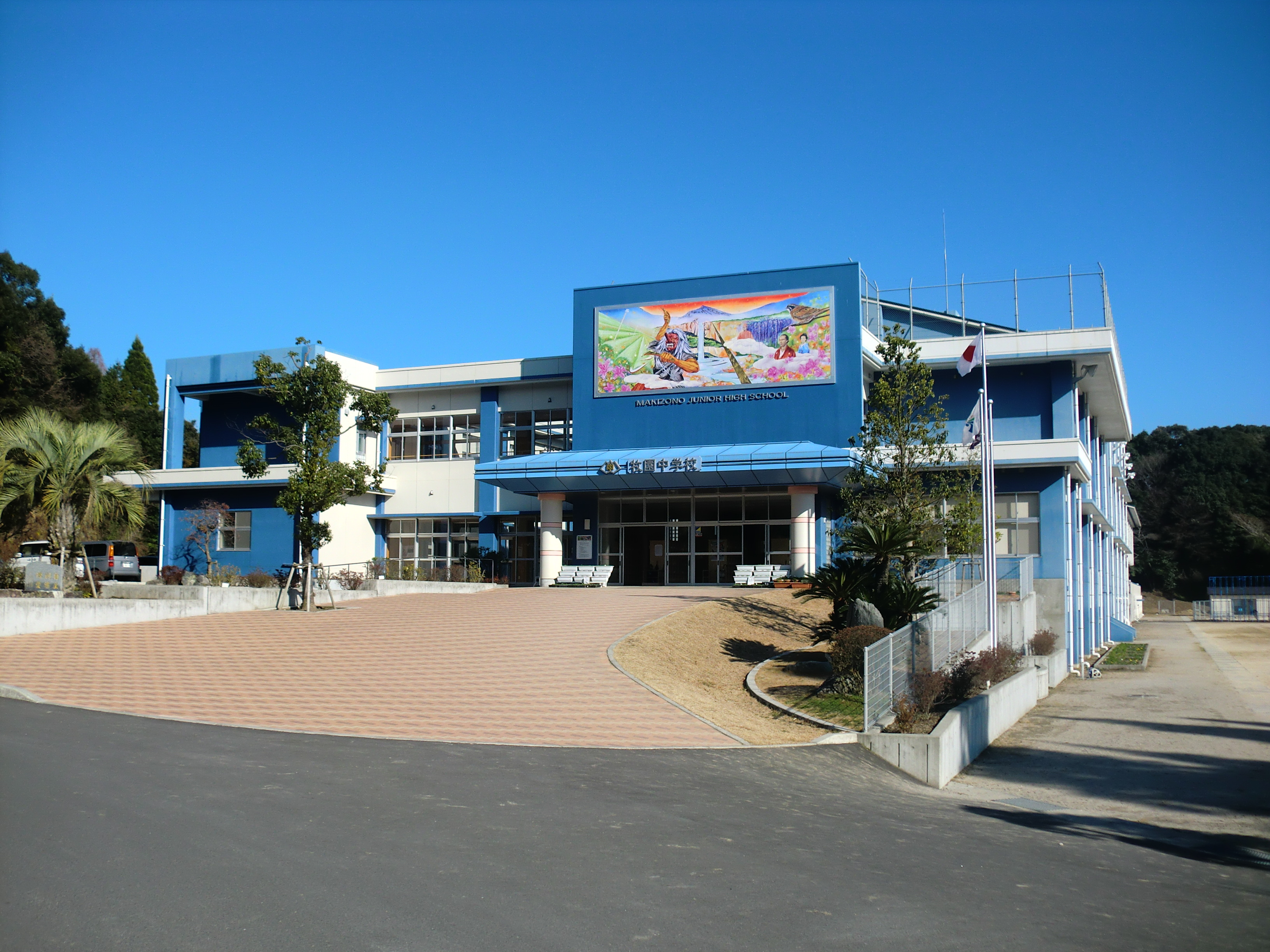
牧園町立牧園中学校

#### 小学校

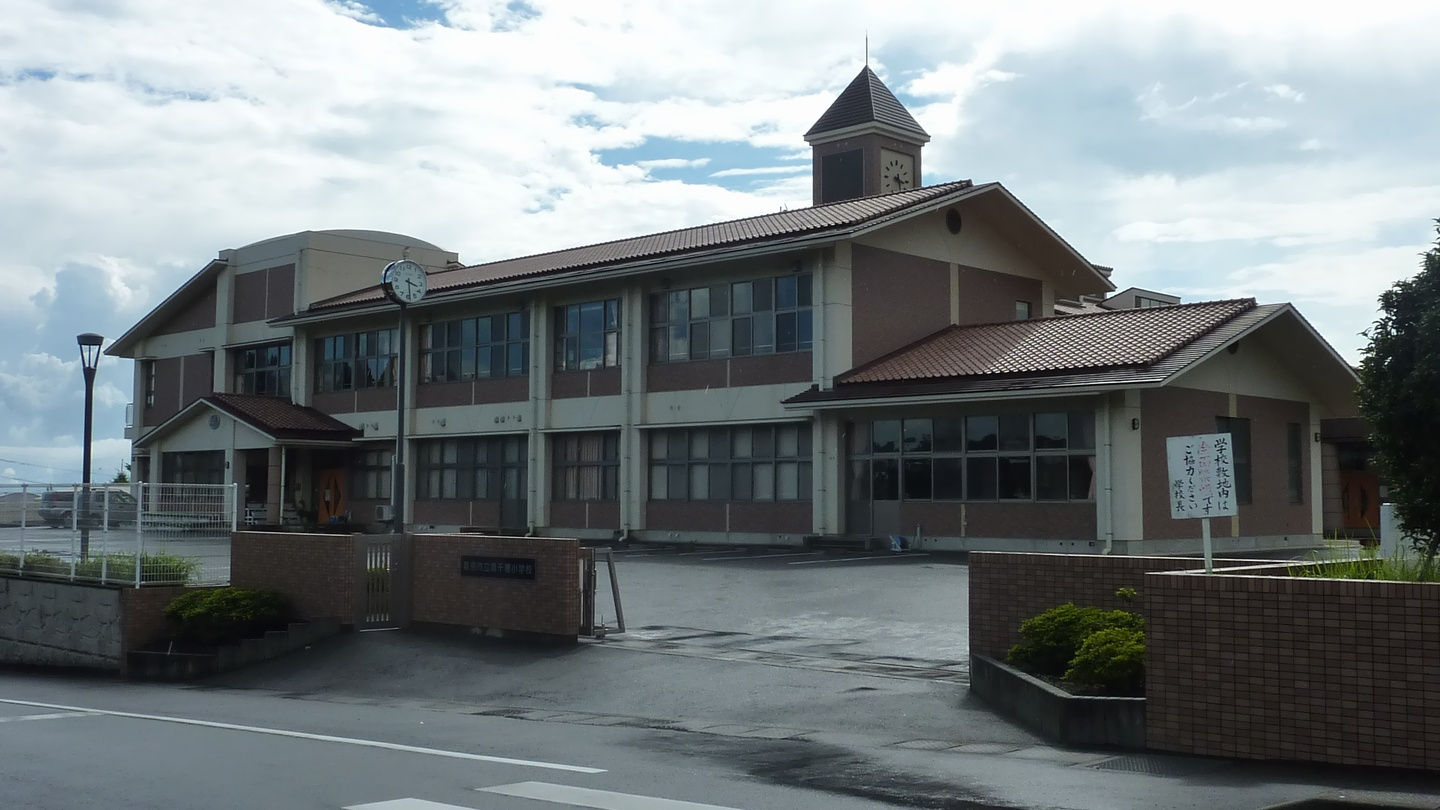
牧園町立高千穂小学校（全国でも珍しく温泉設備を有している）
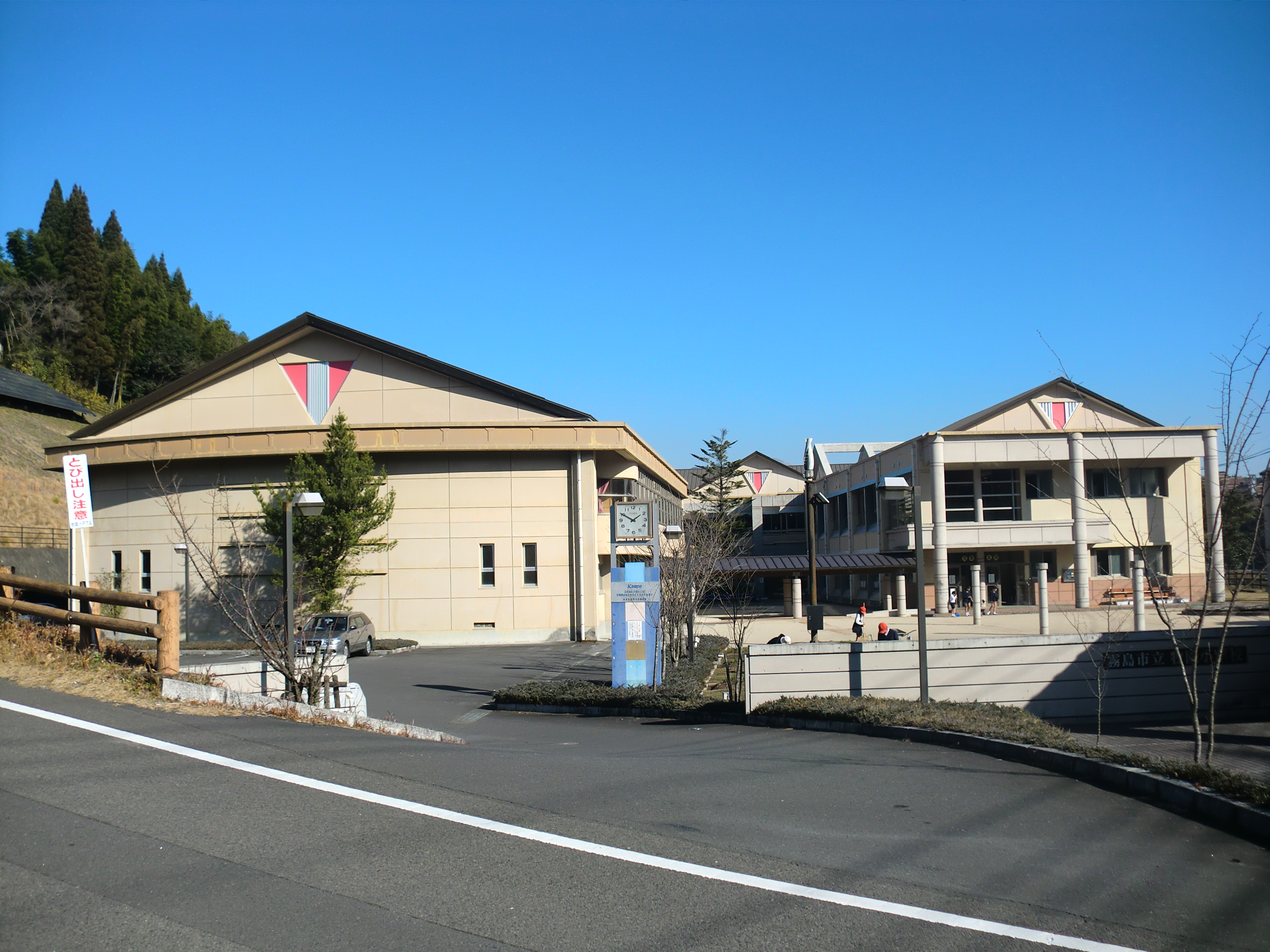
牧園小学校
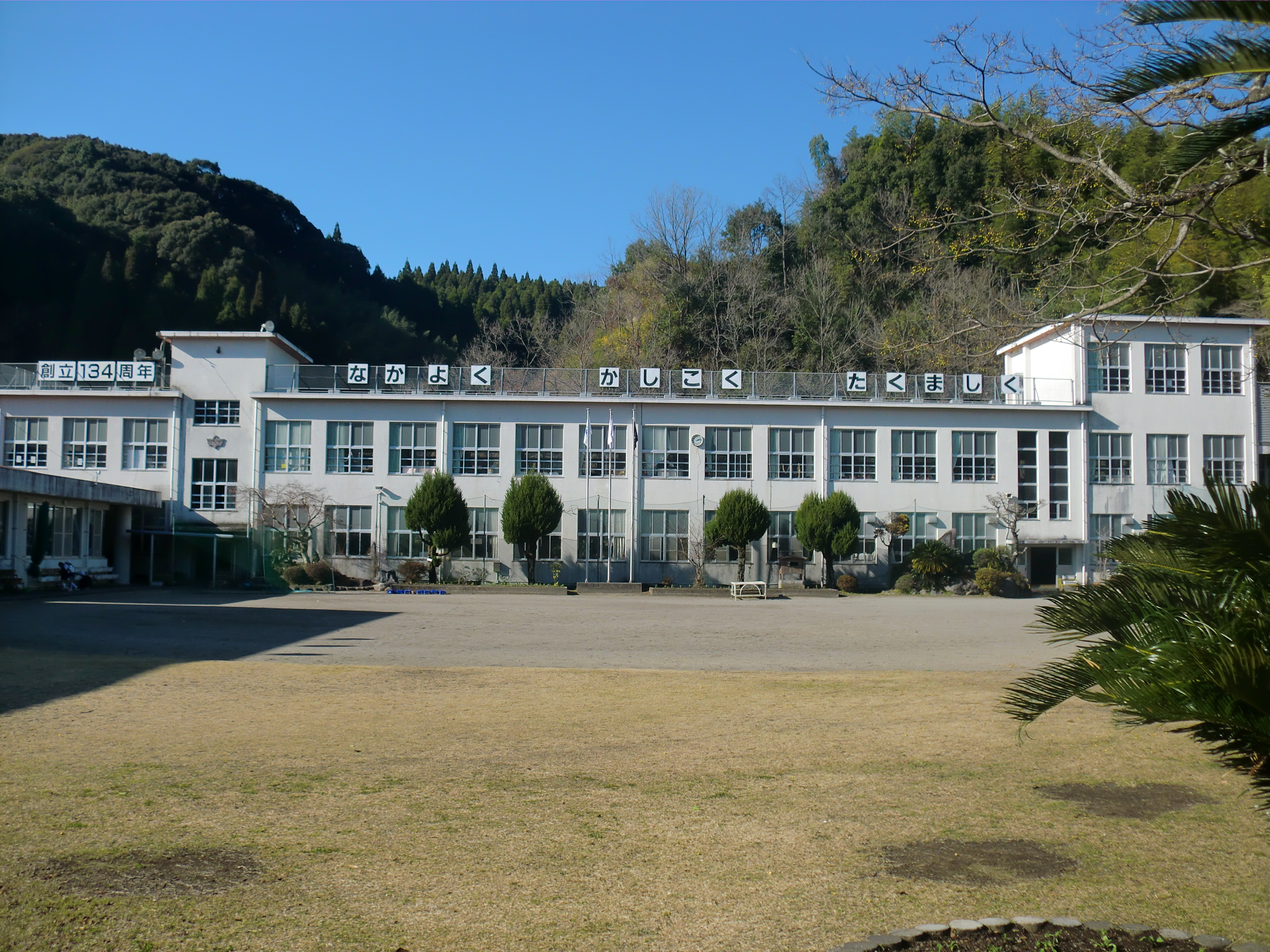
中津川小学校
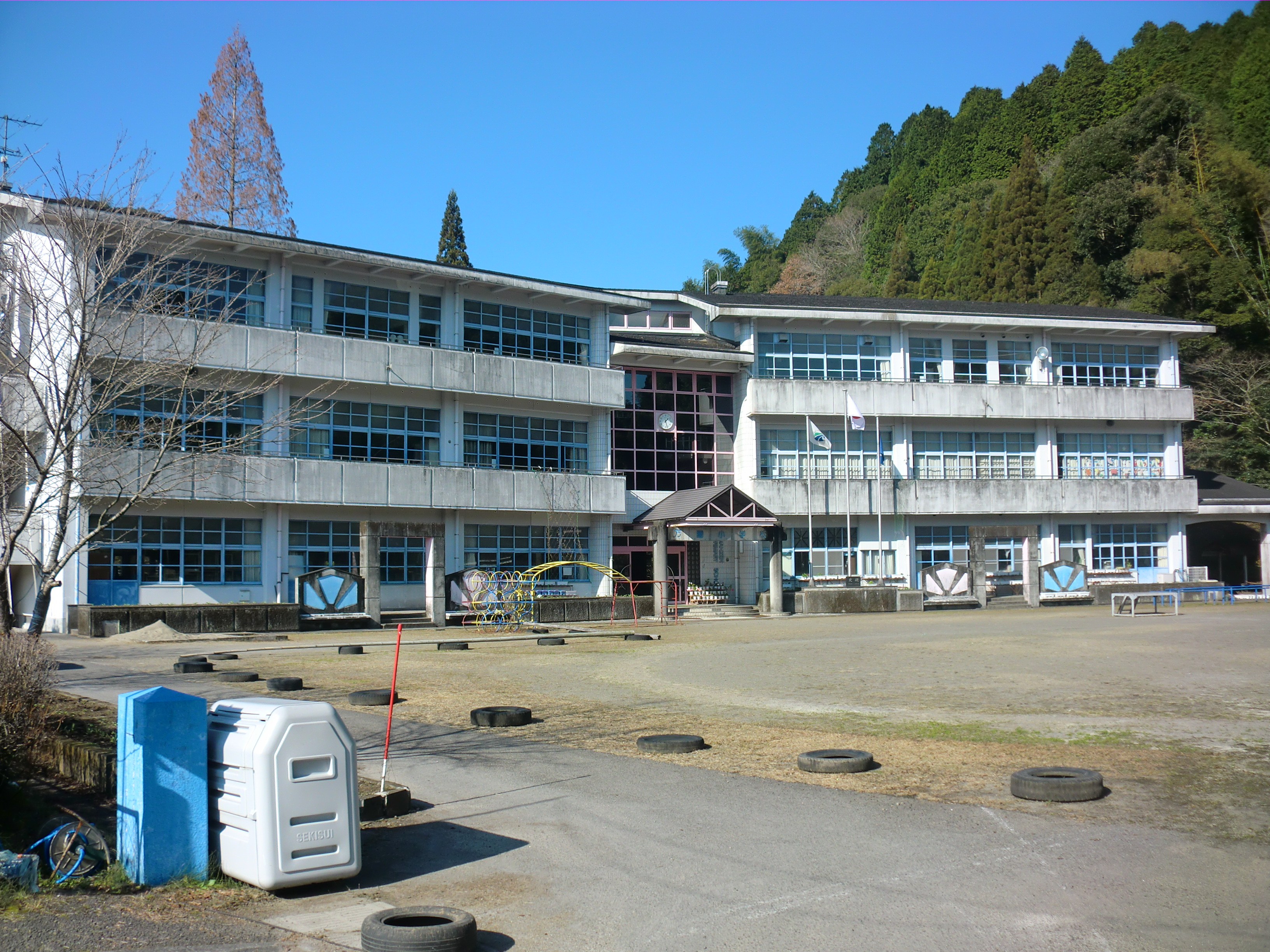
万膳小学校
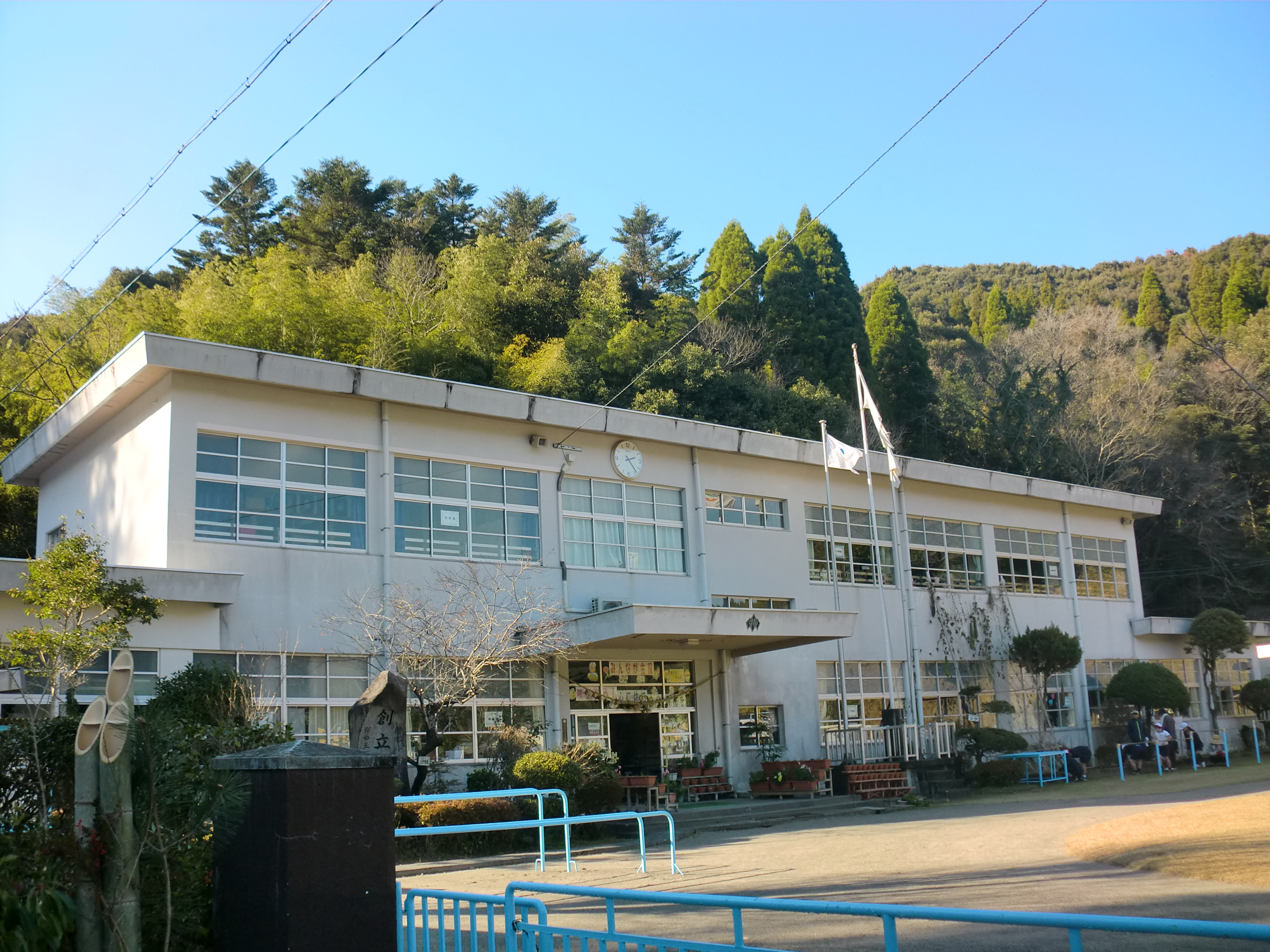
持松小学校
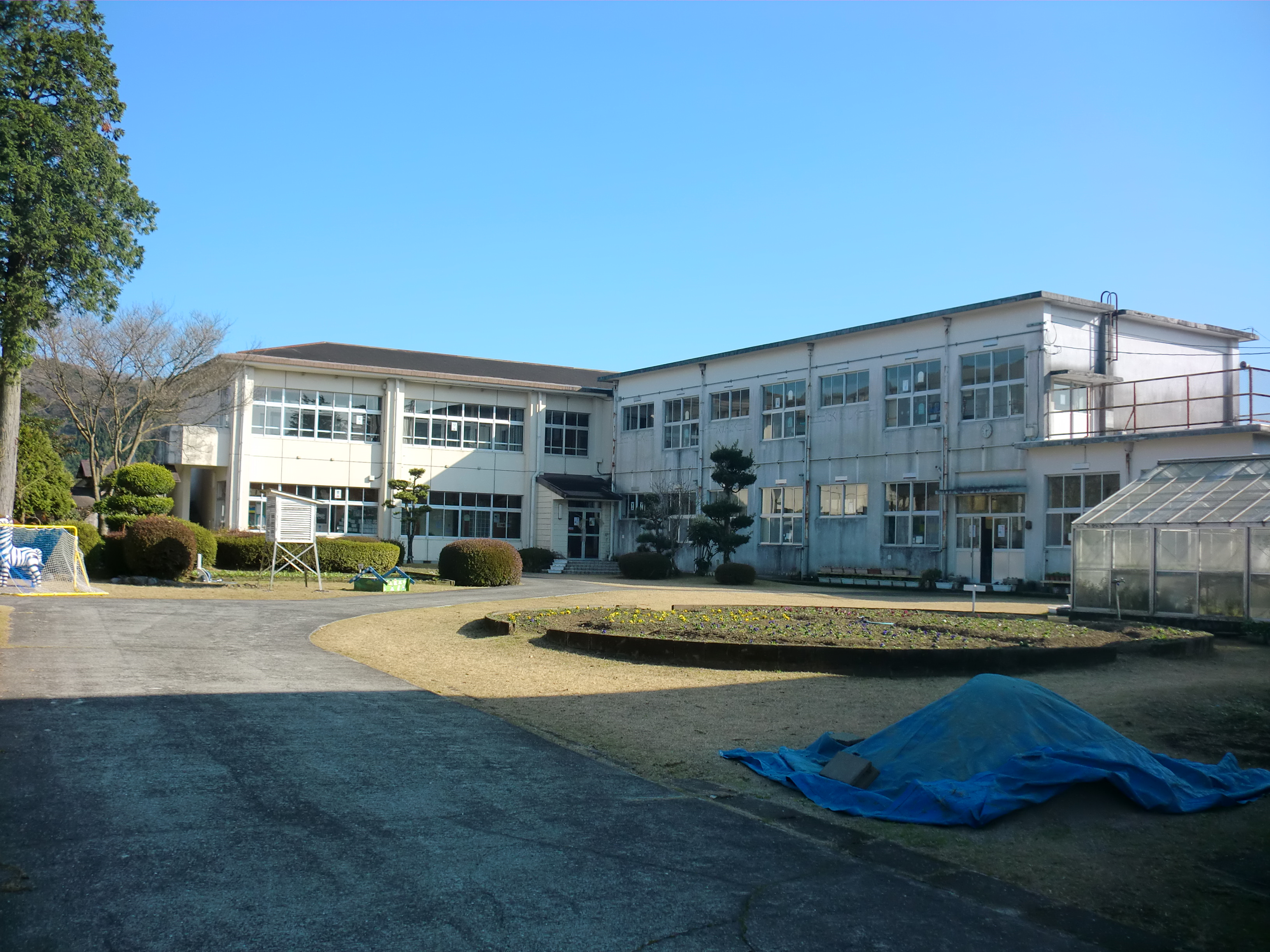
三体小学校

## 交通
最寄り空港は鹿児島空港。

### 鉄道
- 九州旅客鉄道（JR九州）
  - 肥薩線
    - 霧島温泉駅

### バス路線

#### 一般路線バス
- いわさきバスネットワーク：旧牧園町内の大半の路線を管轄、牧園ふれあいバスの運行も委託
- 南国交通：牧園中前 - 霧島温泉駅 - 万膳小学校・大隅横川駅間を運行。8月の毎日曜日の朝のみ鹿児島空港 - 霧島温泉駅 - 霧島いわさきホテル間を運行

### 道路
高速道路なし（最寄りインターチェンジは九州自動車道横川インターチェンジ）

#### 一般国道
- 国道223号

#### 主要県道
- 宮崎県道・鹿児島県道1号小林えびの高原牧園線
- 鹿児島県道・宮崎県道104号霧島公園小林線

## 名所・旧跡・観光スポット・祭事・催事

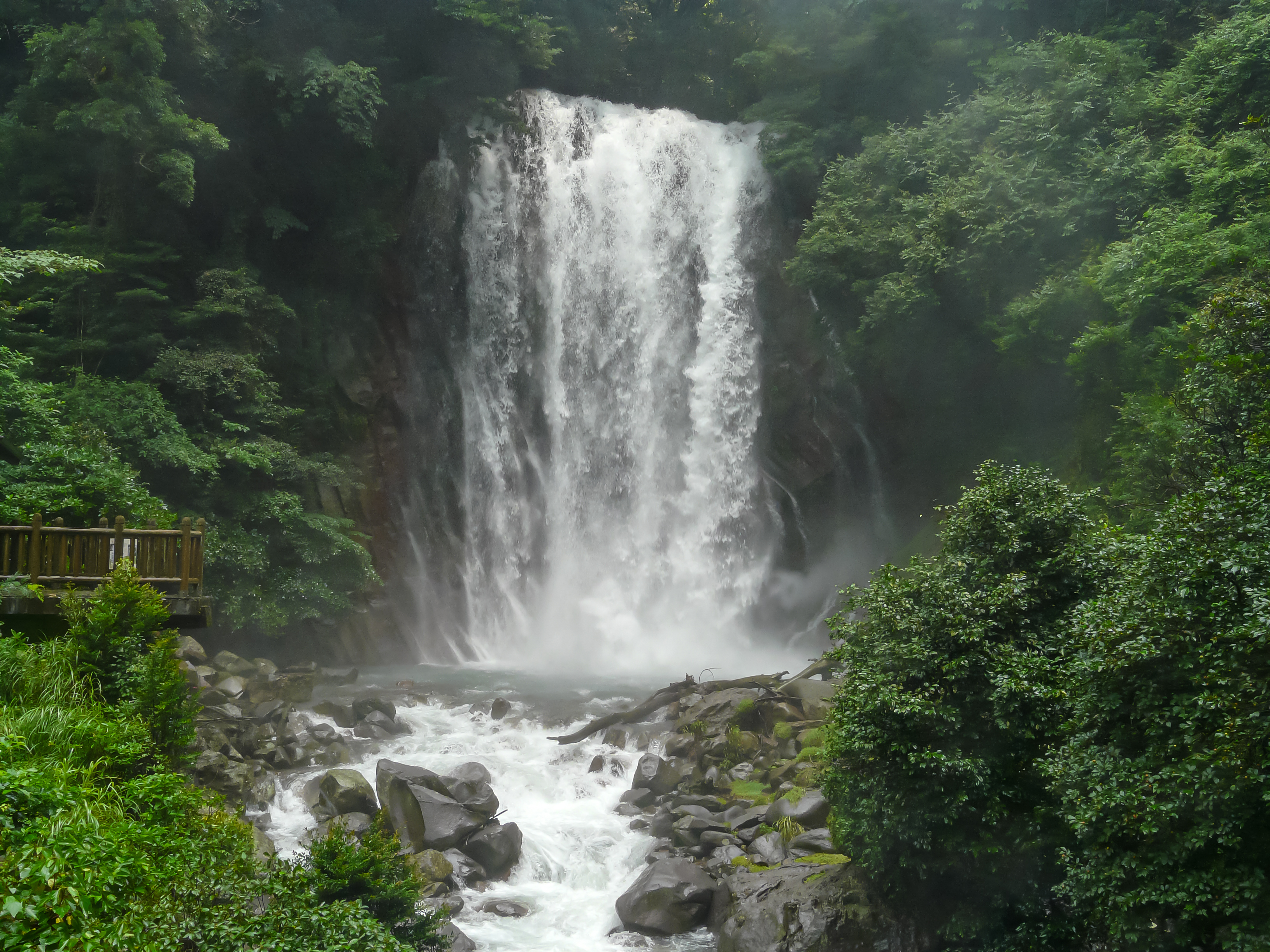
丸尾滝

- 霧島温泉郷（国民保養温泉地）
  - 丸尾温泉
  - 硫黄谷温泉
  - 林田温泉
  - 湯之谷温泉
  - 新湯温泉
- 新川渓谷温泉郷（国民保養温泉地）
  - 塩浸温泉
  - ラムネ温泉
  - 安楽温泉
  - 妙見温泉
- 丸尾滝
- 和気神社
- 万膳神社

## 関連人物

### 出身著名人
- 霧島一博（大相撲力士）
- 前田君（漫画家久米田康治のアシスタント）
- 四位洋文（JRA騎手）
- 田島良保（JRA騎手・調教師）
- 田島信行（JRA騎手）
- 徳吉一己（JRA騎手）
- 若松浩行（元MBCタレント）

### ゆかりの人物
- 石神球一郎（金瓜石鉱山所長）- 父・本人・息子と代々当地でラムネ温泉を経営した。